# Мулин (Франция)
Мули́н (фр. Moulines) — коммуна во Франции, находится в регионе Нижняя Нормандия. Департамент коммуны — Кальвадос. Входит в состав кантона Бретвиль-сюр-Лез. Округ коммуны — Кан.
Код INSEE коммуны — 14455.

## Население
Население коммуны на 2010 год составляло 252 человека.
| 1962 | 1968 | 1975 | 1982 | 1990 | 1999 | 2010 |
| ---- | ---- | ---- | ---- | ---- | ---- | ---- |
| 151  | 151  | 168  | 193  | 216  | 225  | 252  |

## Экономика
В 2010 году среди 169 человек трудоспособного возраста (15—64 лет) 132 были экономически активными, 37 — неактивными (показатель активности — 78,1 %, в 1999 году было 72,9 %). Из 132 активных жителей работали 119 человек (66 мужчин и 53 женщины), безработных было 13 (7 мужчин и 6 женщин). Среди 37 неактивных 20 человек были учениками или студентами, 8 — пенсионерами, 9 были неактивными по другим причинам.